# Концентрациони логор Берлин-Марцан
Концентрациони логор Берлин-Марцан је био логор који су нацистичке власти поставиле за Роме у предграђу Берлина, у Марцану.
Нацисти су користили Нирнбершке законе који се односе на социјалне неприлике, скитнице и криминалце као средство за застрашивање и хапшење Рома и Синта у Немачкој. У четири сата ујутро, 16. јула 1936. године, пре отварања Летњих олимпијских игара, полиција их је насилно пребацила помоћу 130 каравана у Марцан, отворено поље у источном Берлину, између гробља и депоније канализације. По доласку, мушкарци и жене су одвојени и одведени на медицински преглед. Тамо су затворенике проглашавали (не)способним за рад. Они који су сматрани неподобнима послати су на погубљење. Касније је логор био окружен бодљикавом жицом, а затвореници су били подвргнути присилном раду у погонима наоружања. Логор је, такође, довео до нехотичне стерилизације и губитка држављанства за Ромске затворенике, јер су били класификовани као не-аријевци.
На крају, мушкарци из Марцана су послати у концентрациони логор Захсенхаузен (1938), а жене и деца у Аушвиц (1943).